# Lily Yohannes
Lilian Isabella Yohannes (Springfield, 12 de junio de 2007) es una futbolista estadounidense. Juega como centrocampista en el OL Lyonnes de la Première Ligue de Francia. Es internacional con la selección de Estados Unidos.

## Biografía
Yohannes nació en Springfield, Virginia, de padres eritreos. Se mudó a los Países Bajos a los diez años después de que su padre aceptara un trabajo en Ámsterdam. Allí practico fútbol y comenzó a entrenar semanalmente con el Ajax a los 13 años.

## Trayectoria
A los 15 años, Yohannes firmó un contrato de tres años con el Ajax en abril de 2023. El 15 de noviembre de 2023, a los 16 años, se convirtió en la jugadora más joven en ser titular en un partido de la fase de grupos de la Liga de Campeones y en la estadounidense más joven en participar en la competición, cuando su equipo derrotó 2-0 al Paris Saint-Germain. Más tarde sería nombrada Jugadora del Partido en la victoria del Ajax por 2-1 sobre la Roma el 30 de enero de 2024.
La mediocampista recibió el premio Johan Cruyff al Talento del Año en la temporada 2023-24 de la Eredivisie. En su primera temporada en la máxima categoría del fútbol holandés, marcó 5 goles en 20 partidos, ayudando al Ajax a terminar segundo y, haciendo de titular en la final contra Fortuna Sittard, a ganar la Copa de los Países Bajos en 2024.

## Clubes
| Club       | País         | Año             |
| ---------- | ------------ | --------------- |
| Ajax       | Países Bajos | 2023 - 2025     |
| OL Lyonnes | Francia      | 2025 - presente |

## Palmarés

### Títulos nacionales
| Título                   | Club | País         | Año     |
| ------------------------ | ---- | ------------ | ------- |
| Copa de los Países Bajos | Ajax | Países Bajos | 2023-24 |

### Distinciones individuales
| Distinción                             | Año     |
| -------------------------------------- | ------- |
| Premio Johan Cruyff al Talento del Año | 2023-24 |

## Vida personal
Yohannes es de ascendencia eritrea. Su abuelo materno fue miembro de la selección de Eritrea. Sus dos hermanos mayores también juegan en clubes neerlandeses. Su hermano mayor, Aethan, jugó en las selecciones estadounidenses sub-15 y sub-17. Actualmente juega en la selección sub-21 del FC Den Bosch. Su hermano Jayden juega en la selección sub-21 del SC Telstar.